# Ferrovia Casarsa-Portogruaro
La ferrovia Casarsa-Portogruaro è una linea ferroviaria secondaria a binario unico. Linea a scartamento normale, gestita da RFI.

## Caratteristiche
La linea è lunga poco più di 21 km ed è stata inaugurata il 19 agosto 1888; attraversa il confine tra Friuli-Venezia Giulia e Veneto, collegando la città di Casarsa della Delizia, in provincia di Pordenone, con la città di Portogruaro, in provincia di Venezia. I centri più importanti attraversati sono San Vito al Tagliamento e Cordovado. I comuni attraversati dalla ferrovia sono 7: Casarsa della Delizia, San Vito al Tagliamento, Sesto al Reghena, Cordovado in provincia di Pordenone e Gruaro, Teglio Veneto, Portogruaro in provincia di Venezia.
La circolazione della linea è regolata dal Dirigente Centrale Operativo (DCO) di Mestre.
A partire da febbraio 2024 sono in corso i lavori di elettrificazione della linea. I lavori termineranno entro il primo semestre del 2025.

## Storia

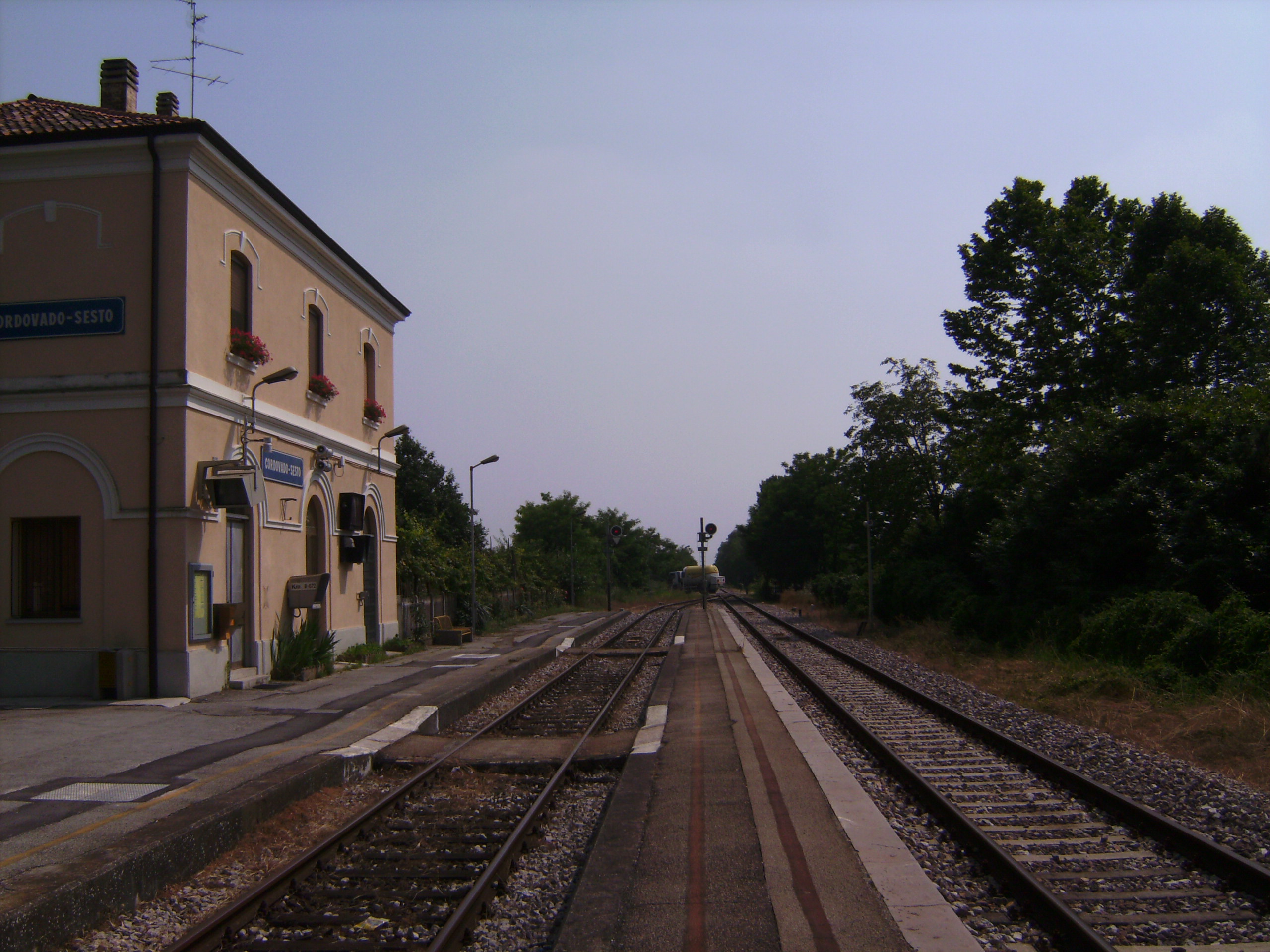
Stazione di Cordovado-Sesto

### La nascita della ferrovia
La Casarsa-Portogruaro, linea ferroviaria tipicamente locale, quando venne concepita, tra la fine degli anni settanta e i primi anni ottanta del XIX secolo, aveva suscitato ben più alte aspettative.
Questa linea nasce, infatti, come tratta centrale di un tracciato che, partendo da Mestre e raggiunta Portogruaro via San Donà di Piave, oltrepassato il nodo di Casarsa della Delizia e risalita la pianura friulana fino a Spilimbergo, avrebbe superato il Tagliamento per collegarsi alla ferrovia Pontebbana a Gemona. Sarebbe quindi stato il collegamento più rapido per il porto di Venezia verso i mercati del Centro Europa che, attraverso un allacciamento diretto alla ferrovia Pontebbana di recente costruzione, avrebbe evitato Udine, connettendosi direttamente a Gemona lungo il corso del Tagliamento.
La stessa Deputazione provìnciale di Udine, che poteva dirsi favorita per un collegamento più diretto verso Venezia rispetto a quello esistente via Conegliano, appoggiò invece, la costruzione della linea via Latisana, San Giorgio di Nogaro e Palmanova, completata solo qualche mese dopo rispetto alla più breve ferrovia per San Vito.
Diversamente da altre linee, o al suo stesso prolungamento verso nord, tra Casarsa e Pinzano, o quello verso ovest, tra San Vito e Motta di Livenza, che negli anni sessanta vennero soppressi, la Casarsa-Portogruaro rimarrà invece sempre in attività anche se, fin dall'inizio, non ebbe mai quelle caratteristiche che ne decretarono l'iniziale suo successo e la sua stessa ragion d'essere: un ruolo di linea locale, allora come oggi, proprio all'opposto di quello che nei primi anni ottanta del secolo XIX, all'epoca del suo progetto, si era ipotizzato potesse svolgere.

### Cordovado o Sesto? La polemica sul percorso da seguire
Da sottolineare, la polemica innescata sul percorso da seguire tra Portogruaro e San Vito, se cioè la linea dovesse passare per Cordovado, alla sinistra del fiume Lemene (orientale) e quindi lungo il tradizionale tracciato della strada nazionale, o per Sesto al Reghena, lungo una direttrice più rapida e breve (occidentale).
Il primo opuscolo pubblicato su tale argomento manifesta il timore che il tracciato definitivo della Casarsa-Portogruaro, non passi lungo l'attuale strada nazionale che, attraverso Cordovado e San Vito, raggiunge il valico di Pontebba, ma venga progettato alla destra del Lemene lungo il territorio di Sesto. Tali timori sarebbero suffragati dalla notizia che il Ministero dei Lavori pubblici aveva incaricato di redigere un progetto definitivo della nuova linea ferroviaria "a destra del fiume Lemene per Sesto", mentre solo un progetto "sommario, o di massima" avrebbe interessato il tracciato per Cordovado, "alla sinistra del detto fiume", così da stabilire quale dei due percorsi fosse preferibile.
L'opuscolo, ovvero il suo autore di fatto, il sindaco di Cordovado Francesco Cecchini, non tarda a elencare, i vantaggi che il passaggio per Cordovado di questa ferrovia arrecherebbe all'intera economia della zona. La posizione di Cecchini e con lui dei comuni di San Vito, Morsano, Fossalta e Teglio Veneto, rappresenta un punto di vista che è molto vicino a una concezione della ferrovia locale che, proprio quando è locale, non può allontanarsi troppo dai comuni lungo il suo percorso alla ricerca della più breve distanza tra i capolinea e dalla stessa vicinanza con i comuni attraversati può trarre i benefici economici necessari al suo futuro sviluppo.
Di tutt'altro parere, il fronte opposto, rappresentato dai sindaci e le giunte dei comuni di Sesto al Reghena, Cinto Caomaggiore, Chions e Gruaro. L'opuscolo esce l'anno dopo quello pubblicato da Cordovado e da questo prende le mosse per contestarne i contenuti.
La scelta che alla fine prevalse fu, quella propugnata dal sindaco Cecchini e la linea ferroviaria passò per il territorio di Cordovado. Con provvedimento del 13 gennaio 1886, l'Ispettorato Generale delle Strade Ferrate di Roma aveva provveduto ad appaltare la costruzione della ferrovia "in base al progetto a sinistra del Lemene presentato dall'Ufficio del Genio Civile di Venezia". Sugli orari ferroviari della linea della prima metà del secolo, per ironia della sorte, la stazione di Cordovado è denominata "Sesto-Cordovado"; in quelli successivi e fino ad oggi, la denominazione sarà quella di "Cordovado-Sesto".

### L'esercizio dei treni sulla linea
Fin dal principio, la Casarsa-Portogruaro fu una linea locale, con traffico quasi esclusivamente locale.
Il primo orario pubblicato il giorno precedente l'inaugurazione, riporta tre sole coppie dì treni che impiegavano 50 minuti circa per coprire i 22 km di percorso.
L'orario emesso durante l'occupazione austriaca del Friuli e parte del Veneto e datato 15 maggio 1918, segnalava due sole coppie di treni tra San Vito e Portogruaro con tempi di percorrenza di 40 minuti. Tra Casarsa e San Vito, infatti, i treni in servizio venivano fatti proseguire per Motta di Livenza dove si arrestavano i servizi pubblici in vista della linea del Piave, con coincidenza a San Vito per Portogruaro.
Nei primi anni trenta del secolo scorso, si stabilì di effettuare una coppia di treni internazionali Vienna-Venezia che, instradati via San Vito, risparmiavano 11 km e oltre venti minuti.
Nel luglio 1954, l'orario proponeva sei coppie di treni tra Casarsa e Portogruaro (5 automotrici e un treno leggero a trazione a vapore) tutti i giorni, con percorrenza di 25 minuti per le automotrici e di 48 minuti per il treno leggero, in pratica lo stesso tempo delle corse inaugurali del 1888. Quattro treni su sei proseguivano per Treviso e uno era limitato a Motta. Esisteva ancora la terza classe (che venne abolita il 3 giugno 1956), che costituiva la sola classe utilizzata dal treno a trazione a vapore, mentre sulle automotrici vigevano la seconda e la terza.
Dieci anni dopo, nell'orario invernale 1966-1967, il numero delle coppie di treni di prima e seconda classe sale da sei a otto, anche se una coppia è feriale, e quattro di esse proseguono per Treviso, mentre troviamo instradato su questo tracciato il treno direttissimo 385 "Venezia", da Vienna a Venezia Santa Lucia, che già aveva fatto la sua apparizione negli anni trenta: è un'automotrice termica del gruppo 5145 delle ÖBB a compiere questa relazione quotidiana in nove ore e 25 minuti tra i due capolinea (e in 17 minuti tra Casarsa e Portogruaro senza fermate intermedie), in vistosa livrea bianca e blu. Costituiva l'unico e anche l'ultimo collegamento internazionale che utilizzava questa linea e, per quanto non sfruttasse il tracciato della Gemona-Pinzano-Casarsa, poteva ritenersi la sola espressione di quella internazionalità che la Casarsa-Portogruaro al momento della progettazione aveva potuto vantare grazie ai progetti di Venezia.
Nell'orario estivo del 1973, le coppie di treni crescono, passando da 8 a 11, di cui una feriale e tutte sono ormai di sola seconda classe. La percorrenza, affidata in questi anni prima alle automotrici AIn 556 Fiat, poi alle Aln 772 del Deposito di Treviso, ormai si era attestata sui 22 minuti in media. Il direttissimo internazionale "Venezia" scompare da questa linea, andando a compiere il percorso via Palmanova-Cervignano.
Nell'orario invernale 1982-1983, cresce l'offerta dei treni, passando da 11 a 12 coppie giornaliere sempre di seconda classe e ormai esclusivamente effettuati con automotrici del più moderno gruppo ALn 668, di cui una feriale e nei giorni di scuola. La trazione a vapore, che era utilizzata fino alla prima metà degli anni settanta per servizi merci con locomotive del gruppo 875 e 880 del Deposito locomotive dì Udine, è ormai completamente scomparsa.
Nell'orario invernale 1990-1991, per la prima volta, si rileva che la linea ormai funziona solo i giorni feriali sempre con corse di seconda classe. Tra Casarsa e Portogruaro le coppie di automotrici sono 9 di cui una limitata a San Vito. Negli anni novanta l'offerta sembra apparentemente sempre uguale a sé stessa e ora votata alla massima economia di esercizio: servizi esclusivamente feriali di seconda classe e su automotrici in cui è stato applicato il condizionamento dell'aria (le ALn 668 revisionate della serie 1200 Fiat), nessun collegamento internazionale, trazione diesel, velocità dei treni ormai stabilizzata con percorrenze di 22, 23 minuti su un tracciato di categoria "C 3" (peso assiale massimo di 20 t) che consentiva velocità massime di 110 km/h per le automotrici del gruppo 668 (era di soli 55 km/h alla metà degli anni ottanta), e certo ben inferiori per le ormai rare tradotte che servono il mulino di Cordovado, l'unico servizio merci rimasto.
Fra le novità meno positive, il primo apparire con l'orario estivo 1993 degli autoservizi sostitutivi nella fascia serale e in seguito anche in quella pomeridiana.
L'anno successivo inizia il servizio treno+bici, le coppie di treni sono sempre 9, ma saliranno a 14 più un autoservizio con l'orario invernale 1995-1996.
Si inaugurano delle corse del tutto nuove, come un servizio per le scuole tra Portogruaro-Casarsa-Pordenone e viceversa, poi prolungato fino a Sacile, mentre con l'orario estivo 2001 si sperimenta un servizio diretto la prima mattina tra Udine e Portogruaro via Casarsa e San Vito che, con coincidenza a Portogruaro, permette di raggiungere Venezia da Udine in un'ora e 43 minuti contro le due ore e due minuti del regionale che impegna la linea tradizionale via Pordenone-Conegliano.
Per quanto riguarda la velocità dei treni, in 120 anni i tempi di percorrenza si dimezzati, passando dai 50 minuti del 1888 ai 25 minuti di oggi.
Dal 2005, le automotrici termiche ALn 668, sono state gradualmente sostituite dai più moderni treni Minuetto a trazione diesel, i treni di nuova generazione che raggiungono la velocità di 130 km/h e sono dotati di comfort più elevati e accessibili ai disabili.
A partire da agosto 2024, sono entrati in servizio i nuovi treni Hybrid Blues, che gradualmente stanno sostituendo i Minuetto, offrendo un’alternativa più moderna ed ecologica. Questi treni ibridi consentono un servizio più sostenibile, riducendo l’impatto ambientale.

### Progetti
Negli ultimi anni sono stati eseguiti alcuni lavori per potenziare la linea ferroviaria.
Il 12 settembre 2005, è stata attivata la nuova fermata di San Giovanni di Casarsa, tra le stazioni di San Vito al Tagliamento e Casarsa, dalla quale dista poco più di un chilometro e mezzo.
Sono stati eseguiti lavori di ammodernamento della stazione di San Vito al Tagliamento, con la costruzione di due nuovi sottopassaggi, uno dei quali ad uso delle persone disabili e dei nuovi marciapiedi rialzati per facilitare la salita in treno alle persone in carrozzella.
Alla fine del 2007, sono stati effettuati dei lavori di ammodernamento e potenziamento della linea, che hanno riguardato la sostituzione completa dell'armamento e delle intersezioni binario-strada in prossimità dei passaggi a livello.
Da lunedì 1º luglio a sabato 24 agosto 2019, in seguito alla chiusura estiva della linea, sono stati svolti due importanti interventi alla viabilità stradale che interseca la ferrovia: la posa di un nuovo cavalcavia nei pressi di Prodolone (per la realizzazione della nuova circonvallazione di San Vito al Tagliamento) e il rifacimento del cavalcavia autostradale nei pressi di Portovecchio di Portogruaro. Il servizio è stato garantito attraverso autocorse sostitutive.

## Percorso
| Unknown route-map component "exCONTg" |

|  | Unknown route-map component "xABZg+l" | Unknown route-map component "CONTfq" |

| Station on track |

| Unknown route-map component "CONTgq" | Unknown route-map component "ABZgr" |  |

| Stop on track |

| Station on track |

| Unknown route-map component "exCONTgq" | Unknown route-map component "eABZgr" |  |

| Station on track |

| Straight track + Unknown route-map component "GRZq" |

|  | Unknown route-map component "eABZg+l" | Unknown route-map component "exLCONTfq" |

| Unknown route-map component "eBHF" |

| Stop on track |

| Unknown route-map component "SKRZ-Au" |

|  | Unknown route-map component "v-STR" | Unknown route-map component "vSTR+l-" | Unknown route-map component "dCONTfq" |

| Unknown route-map component "d" | Unknown route-map component "dWASSERq" | Unknown route-map component "vWBRÜCKE1" | Unknown route-map component "dWASSERq" |

| Unknown route-map component "d" | Unknown route-map component "BHFSPLe" |

| Unknown route-map component "CONTgq" | Unknown route-map component "ABZgr" | Unknown route-map component "d" |

| Unknown route-map component "CONTgq" | One way rightward | Unknown route-map component "d" |

Il tragitto è di 21,116 km e parte dalla stazione di Casarsa per raggiungere la stazione di Portogruaro-Caorle, passando per la fermata di San Giovanni di Casarsa, le stazioni di San Vito al Tagliamento e Cordovado-Sesto e la fermata di Teglio Veneto.
Le destinazioni sono esclusivamente le stazioni di Casarsa e Portogruaro-Caorle e proprio queste due stazioni sono gli unici due nodi di interscambio con altre linee: a Casarsa con la linea Venezia-Udine e a Portogruaro-Caorle con la linea Venezia-Trieste e la linea per Treviso.
Il tempo impiegato per percorrere la tratta è di circa 25 minuti.

## Traffico
Il traffico è quasi esclusivamente passeggeri, con un flusso annuo di circa 5000 viaggiatori-km (dato espresso in migliaia). Sulla linea transitano solo treni regionali e, fino al 2024, tutte le corse erano effettuate dai treni Minuetto a trazione diesel, che dal 2007 avevano completamente sostituito le obsolete ALn 668.
A partire da agosto 2024, sono entrati in servizio i nuovi treni Hybrid Blues, che gradualmente stanno sostituendo i Minuetto, offrendo un’alternativa più moderna ed ecologica. Questi treni ibridi consentono un servizio più sostenibile, riducendo l’impatto ambientale.
La cadenza dei treni è di circa 40 minuti nelle fasce orarie 05:45-09:30 e 12:00-15:00, e di circa 60 minuti tra le 15:00 e le 21:30. Dal lunedì al venerdì, durante il periodo invernale, circolano 13 coppie di treni, ridotte a 8 nei sabati e nel periodo estivo. Alla sera, una coppia di corse viene effettuata da autobus, che sostituiscono i treni anche al sabato pomeriggio e nella fascia pomeridiana dei giorni estivi. Durante i giorni invernali, i treni vengono sostituiti da bus nella fascia pomeridiana-serale. Nei giorni festivi, la linea rimane chiusa e non è attivo alcun servizio.